# Wilhelmshöhe (Radebeul)
Das ehemalige Berggasthaus Wilhelmshöhe liegt im Stadtteil Wahnsdorf der sächsischen Stadt Radebeul, unter der Adresse An der Wilhelmshöhe 10. Heute dient das Anwesen Wohnzwecken. Das an der Hangkante oberhalb der Oberlößnitz gelegene Anwesen liegt im Denkmalschutzgebiet Historische Weinberglandschaft Radebeul sowie im Landschaftsschutzgebiet Lößnitz.

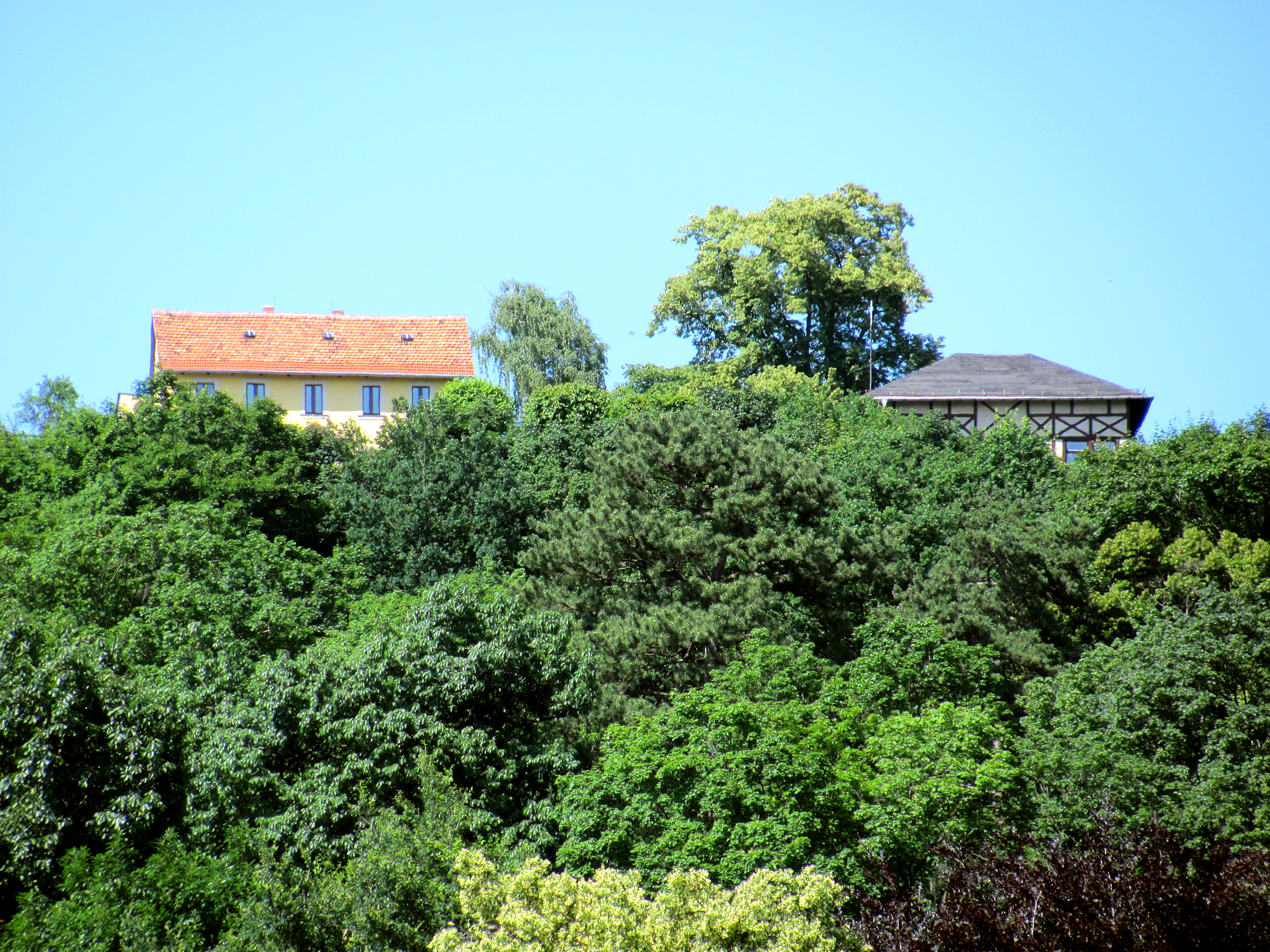
Wilhelmshöhe: Links Hauptgebäude, rechts Saalbau

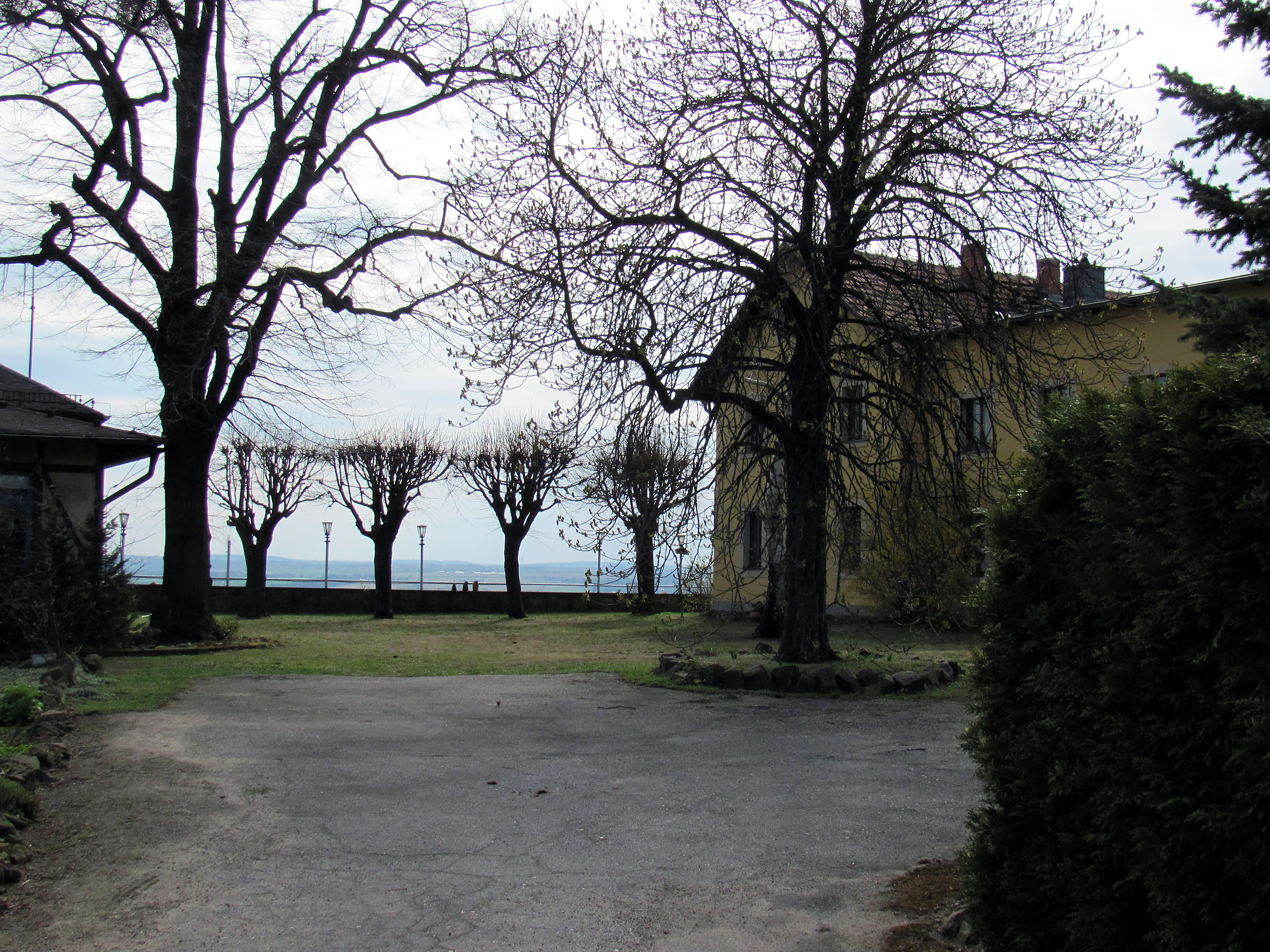
Winterblick vom Straßentor aus

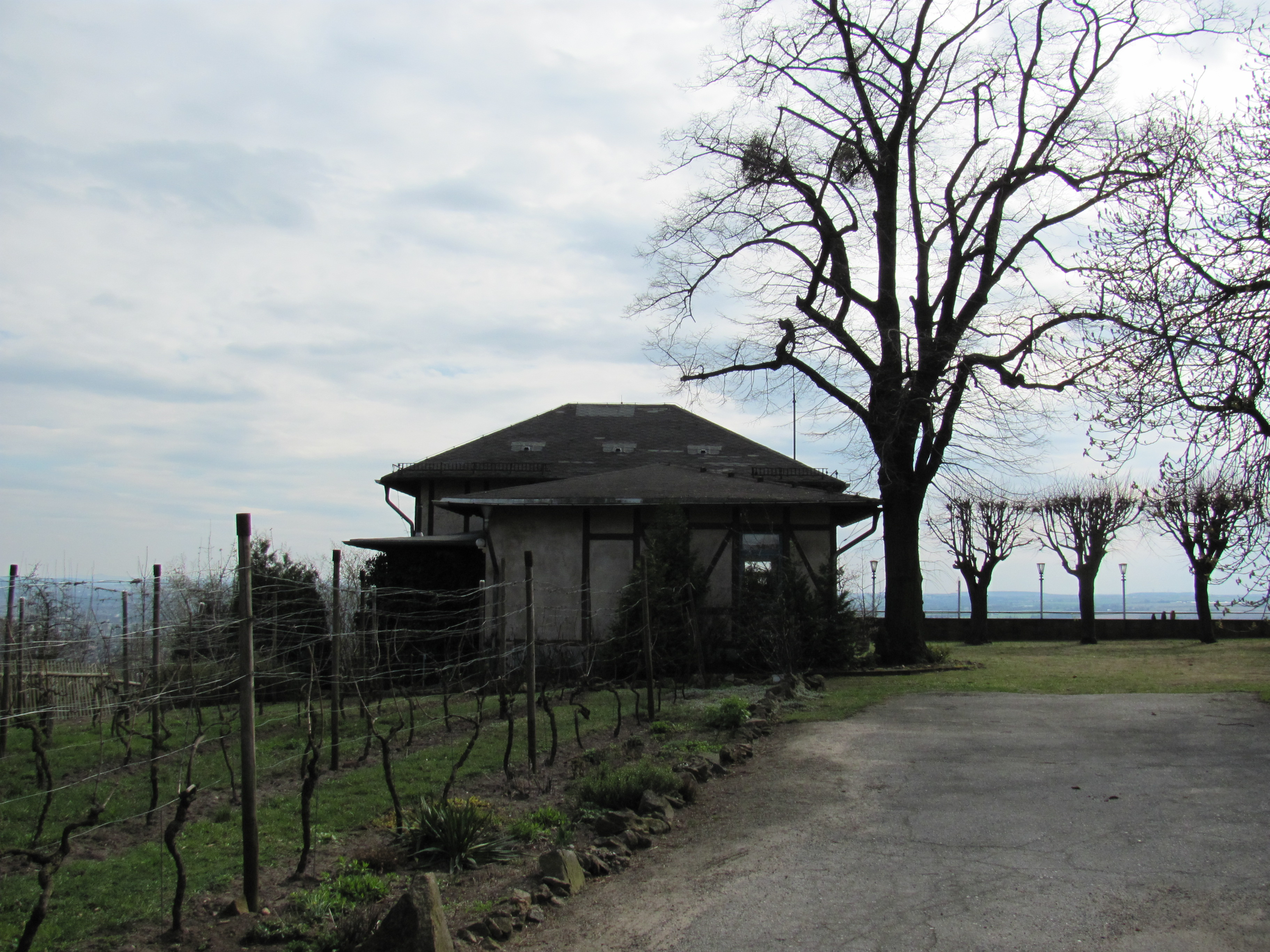
Saalbau vom Straßentor aus

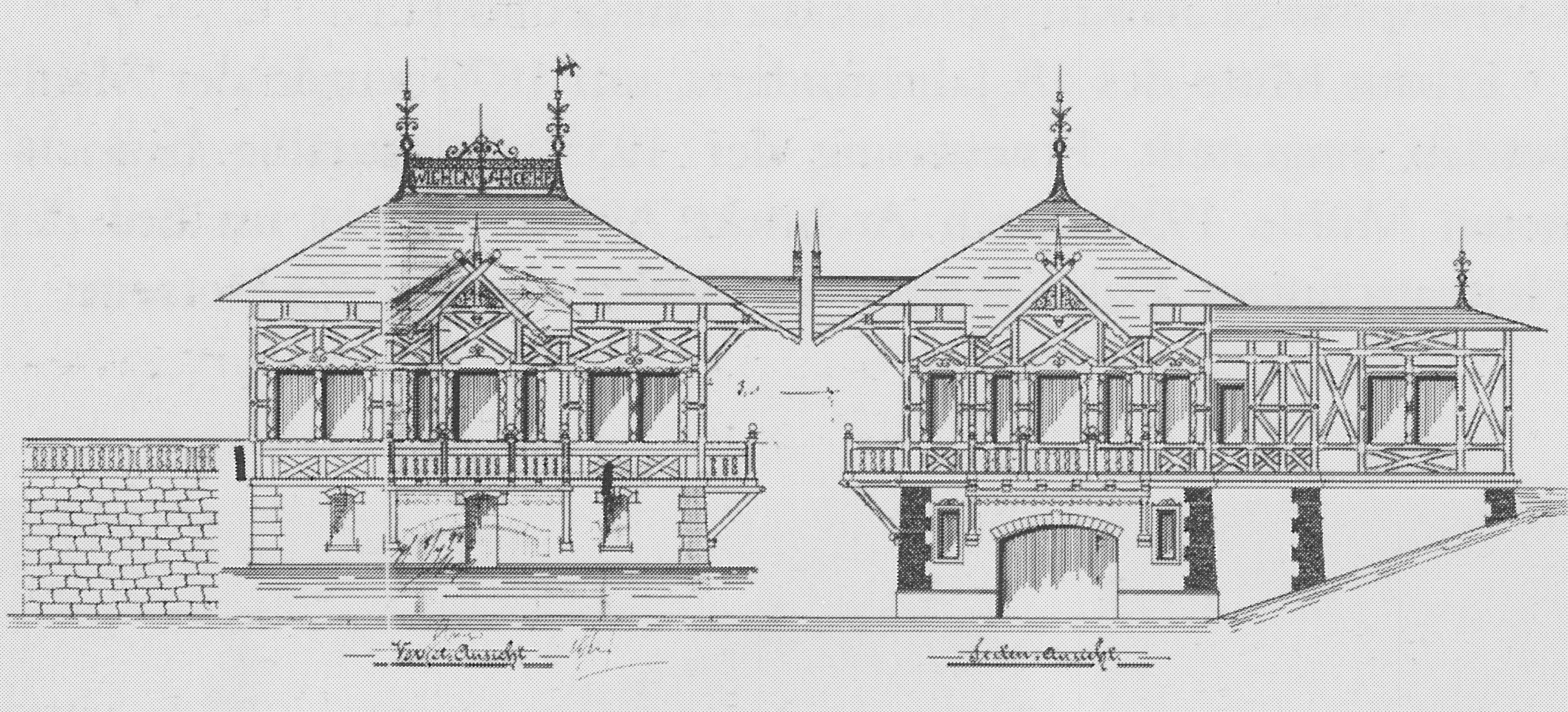
Saalbau, Bauzeichnung von 1897

## Beschreibung
Die Hangkante selbst ist durch eine hohe Terrassenmauer gesichert, wodurch ein größerer Gästegarten entsteht. Auf dieser Fläche stehen das Hauptgebäude des Gasthauses sowie der Saalbau, beide heute unter Denkmalschutz.
Das Hauptgebäude auf der Westseite ist ein zweigeschossiger Putzbau mit weit überkragendem Satteldach im Schweizerstil. Das traufständig zur Hangkante errichtete Gebäude steht etwas von der Kante zurückgesetzt, sodass dort noch Platz für Gästeplätze mit Elbtalblick war. An dem Haupthaus stehen einige Anbauten und Nebengebäude, die nicht denkmalgeschützt sind.
An der Ostseite der Stützmauer steht der Saalbau (Denkmalkennung: An der Wilhelmshöhe 9010, Lage): Er hat ein Kellergeschoss in der Substruktion zum Hang hin. Oben auf der Terrassenfläche steht der aus zwei Baukörpern bestehende Saalbau. Er steht ebenfalls quer zur Hangkante, ist aus Fachwerk und hat ein flach geneigtes Walmdach. Hinter dem größeren Bau steht ein etwas kleinerer Bau gleicher Ausführung.

## Geschichte
Das Hauptgebäude wurde 1860 als Berggasthaus und Ausflugslokal an der Hangkante oberhalb eines Steillagen-Weinbergs mit Blick in den Elbtalkessel errichtet. Als Konzessionär im Jahr 1866 ist Carl Friedrich Gommlich bekannt; er durfte Bier, Wein sowie auch Branntwein ausschenken.
Der saalartige Pavillonbau stammt aus den Jahren 1897/1898. Der Entwurf dazu kam von dem Radeburger Friedrich Otto Richter, der auch die Bauleitung innehatte. Bei der bereits 1919 erfolgten Vereinfachung wurden die talseitigen Gesprengegiebel des ursprünglich historistischen Baus nebst eisernem Dachzierrat entfernt.
Direkt westlich und oberhalb der Gaststätte stand ein Ziegelbrennofen des Baumeisters Christian Gottlieb Ziller.